# 组培架
组培架，是用于植物组织培养中存放接种完的组培苗的鋼架。组培架通常由架体、层板和光源三部分组成。架体的材质有喷塑钢板、万用角钢，层板的材质通常有高效隔热反光板、玻璃板和喷塑钢板三种。光源的选择上有组培专用全光谱冷光灯和组培专用LED特定光谱灯两种。
组培架根据组培实验目的、经济能力可以选择不同的类型。喷塑钢板型外形美观，安装方便，但是价格稍高一些，万用角钢材质价格偏宜，安装要使用很多螺丝固定，费时费工。在层板的选择上目前选择较多的是高效隔热反光板，因为其首先具有隔热效果，不会像玻璃板和喷塑钢板出现长时间灯光照射导至层板变热进而将热量传导给培养瓶，影响组培苗生长的情况。光源的选择上组培专用全光谱冷光灯的优点是成本低，而选择LED特定光谱灯主要看的是节能和光谱针对性强。led特定光谱灯可以根据植特生长的需要自由选择红、蓝光谱的配比，有效光谱针对性强，有利于植物光合作用，缩短继代周期。